# Send My Love (To Your New Lover)
"Send My Love (To Your New Lover)" là một bài hát của nghệ sĩ thu âm người Anh Adele nằm trong album phòng thu thứ ba của cô, 25 (2015). Nó được viết bởi Adele, Max Martin và Shellback, trong khi phần sản xuất được đảm nhiệm bởi Martin và Shellback. Bài hát đã được phát hành trên các dịch vụ nhạc số vào ngày 16 tháng 5 năm 2016 bởi XL Recordings như là đĩa đơn thứ ba trích từ album. XL sau đó cũng đã gửi bài hát đến các đài phát thanh vào ngày hôm sau. "Send My Love" là một bản nhạc pop với giai điệu vui tươi, nói về việc Adele "hạnh phúc vì người yêu cũ đã ra đi".
"Send My Love" đã lọt vào một số bảng xếp hạng quốc tế sau khi phát hành 25; sau khi được chính thức phát hành như là một đĩa đơn, nó đã lọt vào top 10 trên các bảng xếp hạng ở Bỉ, Canada, Đức, New Zealand, Vương quốc Anh, Hoa Kỳ và nhiều nơi khác. Một video ca nhạc cho bài hát được đạo diễn bởi Patrick Daughters và công chiếu vào ngày 22 tháng 5 năm 2016 tại Giải thưởng âm nhạc Billboard 2016, trong đó Adele hát trên một phông nền đen với nhiều thước phim của cô được xếp chồng chéo nhau. Nó đã nhận được một đề cử cho Kỹ xảo xuất sắc nhất tại Giải Video âm nhạc của MTV năm 2016.
Adele lần đầu biểu diễn trực tiếp "Send My Love" tại Joe's Pub trong một chương trình đặc biệt của iHeartRadio để quảng bá cho 25. Nó cũng xuất hiện trong danh sách trình diễn của chuyến lưu diễn hòa nhạc thứ ba của Adele, Adele Live 2016, đi qua các nước khắp châu Âu và Bắc Mỹ cũng như được biểu diễn tại Glastonbury 2016.

## Tổng quan
Adele kể rằng trong một lần cô và Ryan Tedder ăn trưa sau một buổi làm việc cùng nhau trong phòng thu, cô tình cờ nghe được bài hát "I Knew You Were Trouble" của Taylor Swift phát trên radio và hỏi tác giả của bài hát là ai. Sau khi biết được bài hát này được Max Martin và Shellback sản xuất, Adele đã làm việc với họ trong album 25.
Sau khi hai đĩa đơn đầu tiên được phát hành, Adele lần đầu tiên tiết lộ đĩa đơn thứ ba từ album 25 sẽ là "Send My Love (To Your New Lover)" trong buổi diễn tại Glasgow ngày 25 tháng 3 năm 2016, một phần của chuyến lưu diễn Adele Live 2016.

## Video ca nhạc
Videoca nhạc cho bài hát được quay ở Luân Đôn, đạo diễn bởi Patrick Daughters và phát hành trong sự kiện giải thưởng âm nhạc Billboard diễn ra ngày 22 tháng 5 năm 2016. Video được đăng tải lên kênh Vevo của Adele không lâu ngay sau đó. Trong video Adele mang một chiếc váy hoa của hãng Dolce & Gabbana do chính cô chọn, hát và nhảy theo nhịp điệu bài hát. Xuyên suốt video máy quay tập trung vào biểu cảm khuôn mặt của Adele. Phần lớn phản hồi từ các nhà báo đối với video là tích cực, khen ngợi concept đơn giản của video.

## Xếp hạng
| Bảng xếp hạng (2015–17)                         | Vị trí cao nhất |
| ----------------------------------------------- | --------------- |
| Argentina (Monitor Latino)                      | 5               |
| Úc (ARIA)                                       | 13              |
| Áo (Ö3 Austria Top 40)                          | 14              |
| Bỉ (Ultratop 50 Flanders)                       | 4               |
| Bỉ (Ultratop 50 Wallonia)                       | 3               |
| Brazil (Billboard Brasil Hot 100)               | 7               |
| Canada (Canadian Hot 100)                       | 10              |
| Canada AC (Billboard)                           | 1               |
| Canada CHR/Top 40 (Billboard)                   | 4               |
| Canada Hot AC (Billboard)                       | 2               |
| Cộng hòa Séc (Rádio Top 100)                    | 7               |
| Cộng hòa Séc (Singles Digitál Top 100)          | 16              |
| Euro Digital Songs (Billboard)                  | 4               |
| Phần Lan (Suomen virallinen lista)              | 14              |
| Pháp (SNEP)                                     | 45              |
| Trường songid là BẮT BUỘC CHO BẢNG XẾP HẠNG ĐỨC | 31              |
| Germany (Airplay Chart)                         | 8               |
| Greece Digital Songs (Billboard)                | 9               |
| Guatemala (Monitor Latino)                      | 7               |
| Hungary (Rádiós Top 40)                         | 2               |
| Hungary (Single Top 40)                         | 14              |
| Ireland (IRMA)                                  | 7               |
| Israel (Media Forest)                           | 2               |
| Italy (FIMI)                                    | 40              |
| Mexico Airplay (Billboard)                      | 15              |
| Hà Lan (Dutch Top 40)                           | 13              |
| Hà Lan (Single Top 100)                         | 32              |
| New Zealand (Recorded Music NZ)                 | 4               |
| Ba Lan (Polish Airplay Top 100)                 | 2               |
| Bồ Đào Nha (AFP)                                | 34              |
| Romania (Media Forest)                          | 7               |
| Scotland (OCC)                                  | 4               |
| Slovakia (Rádio Top 100)                        | 15              |
| Slovakia (Singles Digitál Top 100)              | 19              |
| Slovenia (SloTop50)                             | 5               |
| Nam Phi (EMA)                                   | 3               |
| South Korea International Chart (Gaon)          | 23              |
| Tây Ban Nha (PROMUSICAE)                        | 45              |
| Thụy Điển (Sverigetopplistan)                   | 28              |
| Thụy Sĩ (Schweizer Hitparade)                   | 18              |
| Anh Quốc (OCC)                                  | 5               |
| Anh Quốc Indie (OCC)                            | 1               |
| Hoa Kỳ Billboard Hot 100                        | 8               |
| Hoa Kỳ Adult Contemporary (Billboard)           | 1               |
| Hoa Kỳ Adult Pop Airplay (Billboard)            | 1               |
| Hoa Kỳ Dance Club Songs (Billboard)             | 43              |
| Hoa Kỳ Pop Airplay (Billboard)                  | 1               |
| Hoa Kỳ Rock Airplay (Billboard)                 | 34              |
| Venezuela English (Record Report)               | 6               |

| Bảng xếp hạng (2016)                 | Vị trí |
| ------------------------------------ | ------ |
| Australia (ARIA)                     | 45     |
| Austria (Ö3 Austria Top 40)          | 55     |
| Belgium (Ultratop Flanders)          | 29     |
| Belgium (Ultratop Wallonia)          | 14     |
| Canada (Canadian Hot 100)            | 29     |
| New Zealand (Recorded Music NZ)      | 31     |
| Switzerland (Schweizer Hitparade)    | 77     |
| UK Singles (Official Charts Company) | 53     |
| US Billboard Hot 100                 | 26     |
| US Adult Contemporary (Billboard)    | 12     |
| US Adult Top 40 (Billboard)          | 2      |
| US Mainstream Top 40 (Billboard)     | 27     |

## Chứng nhận
| Quốc gia | Chứng nhận  | Số đơn vị/doanh số chứng nhận |
| --- | ----------- | ----------------------------- |
| Úc (ARIA) | Bạch kim    | 70.000‡                       |
| Bỉ (BEA) | Bạch kim    | 20.000‡                       |
| Canada (Music Canada) | Bạch kim    | 0*                            |
| Ý (FIMI) | Bạch kim    | 50.000‡                       |
| New Zealand (RMNZ) | Bạch kim    | 15.000*                       |
| Ba Lan (ZPAV) | Bạch kim    | 20.000‡                       |
| Thụy Điển (GLF) | 2× Bạch kim | 40.000‡                       |
| Anh Quốc (BPI) | Vàng        | 400.000‡                      |
| Hoa Kỳ (RIAA) | Bạch kim    | 1.000.000‡                    |
| * Chứng nhận dựa theo doanh số tiêu thụ. ^ Chứng nhận dựa theo doanh số nhập hàng. ‡ Chứng nhận dựa theo doanh số tiêu thụ và phát trực tuyến. |             |                               |

## Lịch sử phát hành
| Khu vực  | Ngày                | Định dạng                   | Hãng đĩa | Nguồn  |
| -------- | ------------------- | --------------------------- | -------- | ------ |
| Ý        | 13 tháng 5 năm 2016 | Mainstream radio            | XL       | [ 76 ] |
| Toàn cầu | 16 tháng 5 năm 2016 | Tải kỹ thuật số             | XL       | [ 77 ] |
| Hoa Kỳ   | 16 tháng 5 năm 2016 | Hot AC radio                | Columbia | [ 78 ] |
| Hoa Kỳ   | 17 tháng 5 năm 2016 | Mainstream radio            | Columbia | [ 79 ] |
| Hoa Kỳ   | 7 tháng 6 năm 2016  | Rhythmic contemporary radio | Columbia | [ 80 ] |